# Hästspark
Hästspark är ett svenskt stonerrock- och doom metal-band från Avesta i Dalarna, bildat 2020.

## Historia
Hästspark grundades 2020 i Avesta av gitarristen och sångaren Leo Lyckholm Rehné samt basisten Joseph Nordström. Bandets första trummis var Casper Inered, som spelade med gruppen från slutet av 2020 till början av 2023.
Den 28 april 2023 släppte Hästspark albumet Ostiarius Inferni, som markerade ett tyngre och mörkare sound. Albumet gavs ut av Ozium Records och släpptes även som limiterad orange vinyl.
I april 2024 släppte bandet singeln Los Viperos, som markerade den första inspelningen med Jonathan Ekvall på trummor.

## Musikstil och influenser
Hästsparks musik kombinerar element från stoner rock, doom metal och klassisk hårdrock. Bandet har nämnt influenser som Black Sabbath, Sleep och Entombed, samt blues och 1970-talets rock.

## Medlemmar
- Leo Lyckholm Rehné – gitarr och sång
- Joseph Nordström – bas och bakgrundssång
- Jonathan Ekvall – trummor (2023– )[1]
- Casper Inered – trummor (2020–2023)[1]

## Diskografi

### Studioalbum
- Ostiarius Inferni (2023)[2]

### Singlar
- Los Viperos (2024)[4]